# 28161 Neelpatel
28161 Neelpatel este un asteroid din centura principală de asteroizi.

## Descriere
28161 Neelpatel este un asteroid din centura principală de asteroizi. A fost descoperit pe 10 noiembrie 1998 la Socorro, New Mexico, în cadrul proiectului LINEAR. Asteroidul prezintă o orbită caracterizată de o semiaxă mare de 2,29 ua, o excentricitate de 0,16 și o înclinație de 1,2° în raport cu ecliptica.